# Hecht (U-Boot)
Der Hecht (Projektbezeichnung Typ XXVII A) war ein während des Zweiten Weltkriegs für die Kleinkampfverbände der deutschen Kriegsmarine in Serie produziertes Kleinst-U-Boot. Sein unbefriedigendes Seeverhalten führte dazu, dass der Hecht nicht zum Fronteinsatz herangezogen wurde. Er fungierte stattdessen als Lehr- und Übungsboot für die künftigen Besatzungen des Kleinst-U-Boots Seehund. Er ist auch nicht identisch mit dem Steinhuder Hecht.

## Entwicklungsgeschichte

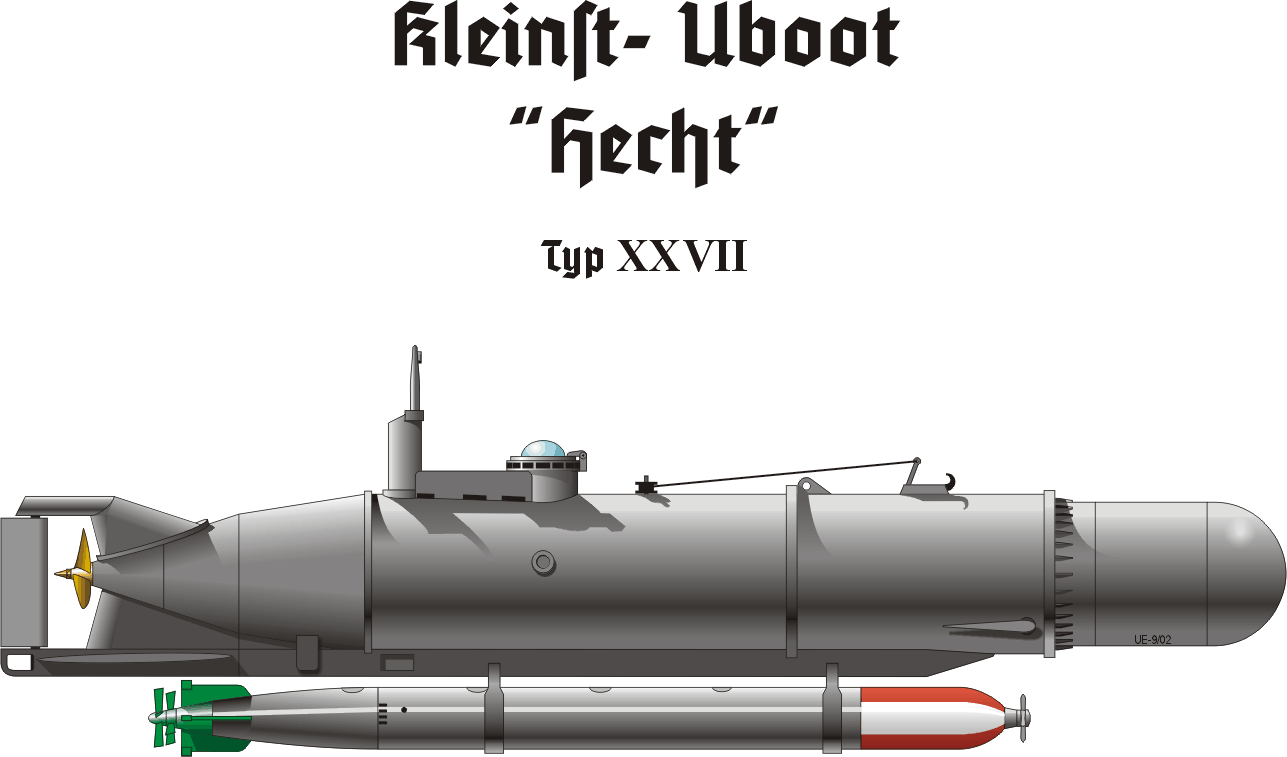
Zeichnung des Hecht mit Übungstorpedo

Der Hecht entstand als Amtsentwurf des U-Boot-Konstruktionsbüros des OKM vor dem Hintergrund des erfolgreichen britischen Angriffs auf die Tirpitz Ende 1943. Bei diesem Angriff gelangten zwei britische Kleinst-U-Boote des Typs X-Craft durch die Netzsperren der vor Anker liegenden Tirpitz und platzierten zwei Grundminen, die große Schäden am Schlachtschiff verursachten. Dieser Angriff, sowie der Verlust der Scharnhorst am 26. Dezember 1943, führten zur kritischen Prüfung von Einsatzmöglichkeiten und Erfolgschancen hinsichtlich maritimer Kleinkampfmittel seitens der deutschen Kriegsmarine.
Für die Entwicklung des Hecht erarbeitete das OKM eine Forderungsliste mit den Eigenschaften des Kleinst-U-Bootes. So sollte das Boot, bei einer Verdrängung von 7 Tonnen, eine Reichweite von etwa 90 Seemeilen besitzen und eine Haftmine an einem hinter einer Netzsperre vor Anker liegenden Schiff anbringen können. Darüber hinaus sollte es folgende Eigenschaften besitzen:
- Verzicht auf eine für die Überwasserfahrt geeignete Form
- Verzicht auf Tauchzellen; der Abtrieb sollte allein durch das Fluten der Regelzellen erzielt werden
- kleiner Turmaufbau
- einziehbares Sehrohr mit Abweiser
- Kreiselkompass mit Umformer

Aufgrund dieser Spezifikationen entstand in der Germaniawerft in Kiel ein erster Prototyp. Dessen Entwurf musste jedoch schon bald an die geänderten Anforderungen des OKM angepasst werden. Dieses forderte nun, dass neben der Attackierung von vor Anker liegenden Schiffen auch eine Bekämpfung fahrender Seeziele auf offener See möglich sein sollte. Dazu sollte das Boot auch für Überwasserfahrten konzipiert werden. Statt des Minenkopfes sollte wahlweise auch ein Torpedo angebracht werden können. Alternativ sollte der Minenkopf auch mit zusätzlichen Batterien ausgestattet werden, um die Reichweite des Bootes zu erhöhen. Der Hecht sollte auch nicht mehr, wie zunächst geplant, von größeren Marineeinheiten in sein Operationsgebiet gebracht werden, sondern selbstständig von jeder offenen Küste aus operieren können.
Der so entstandene Urtyp des Hecht bekam eine zweiköpfige Besatzung. Primärbewaffnung war ein 53,3-cm-Torpedo des Typs G 7e, der mittig unter dem Kiel des Bootes angehängt wurde. Die Haftmine im Bug des Bootes konnte von der Zentrale aus gelöst werden. Versuche mit Sonderteilen, die eine Beförderung von zwei Kampfschwimmern nebst Ausrüstung möglich gemacht hätten, wurden nicht realisiert.
Der Antrieb war ein Elektromotor AEG-AV 76 mit 12 PS. Einige Boote sollen auch einen 75-PS-Hilfslenzpumpen-E-Motor aus den Booten des Typs VII-C erhalten haben.
Der Prototyp wurden von der Schiffsbau-Versuchsanstalt in Hamburg einer Seeerprobung und diversen Schleppversuchen herangezogen. Im Gesamturteil wurde festgestellt, dass der Hecht zwar eine befriedigende Unterwasserform aufwies, aber weder mit noch ohne Bugkopf gute Überwasserfahreigenschaften besaß. Veränderte und verlängerte Bugnasen sowie eine profilgünstigere Turmverkleidung brachten keine nennenswerten Verbesserungen.

## Serienfertigung
Obwohl man sich im OKM über die Schwächen des Hecht im Klaren war, erteilte man der Germaniawerft den Bauauftrag für 50 Boote. Dies war auch der Tatsache geschuldet, dass zu diesem Zeitpunkt mit Ausnahme des Molch und des Biber keine anderen baufertigen Konstruktionen von Kleinst-U-Booten vorlagen. Der Hecht sollte allerdings von vornherein nur als Übungsboot fungieren. Die ersten beiden Boote (U 2111 und U 2112) wurden im Mai 1944 ausgeliefert; im Juni folgte U 2113. Nur diese drei waren mit einem Minenkopf ausgerüstet. Im Juli 1944 wurden sieben Boote und im August 1944 weitere 42 geliefert. Danach wurde die Serienproduktion eingestellt, so dass der Gesamtbestand aus 53 Booten bestand.

## Wertung
Seine Einstufung erhielt das Kleinst-U-Boot schon während der Bauzeit. Der Hecht war ein plumpes, schlechtes und unmanövrierbares Boot mit katastrophalen See- und Taucheigenschaften. Es wurde zu keiner Zeit seinen Anforderungen gerecht und diente daher nur als Schulungsboot. Seine Weiterentwicklung ebnete den Weg zum Seehund (Typ XXVII B).